# Edificio Steinvorth
El Edificio Steinvorth, también llamado Almacén Steinvorth, es un inmueble de dos pisos ubicado en San José, Costa Rica. Construido en 1907 por el italiano Francesco Tenca Pedrazzini, por encargo de los hermanos Wilhem, Walter y Otto Steinvorth Ulex, comerciantes alemanes radicados en Costa Rica en 1872. Se encuentra ubicado entre la avenida central de San José, en el cruce de la esquina noroeste de esta avenida con la calle 1. Durante su época de mayor esplendor y hasta el estallido de la Segunda Guerra Mundial, que marcó su decadencia, fue uno de los almacenes más importantes de esta capital, donde se podían adquirir principalmente productos importados. Actualmente, se le considera una de las principales joyas arquitectónicas de la capital costarricense por su particular arquitectura, donde se combina la corriente estética europea de entonces con la naciente modernidad arquitectónica que predominaba en las ciudades de los Estados Unidos. Es patrimonio arquitectónico de este país centroamericano desde 1999.

## Historia
En 1872, procedente de la ciudad de Luneburgo (Hannover), Wilhem Steinvorth Ulex arribó a Costa Rica como parte de una de la varias oleadas de inmigrantes alemanes que llegaron al país. Steinvorth trabajó como dependiente en el almacén de su compatriota Juan Knörh, hasta que se independizó y se dedicó al cultivo y la exportación del café. Con el arribo de sus hermanos Walter y Otto, fundó la sociedad mercantil W. Steinvorth y Hnos.Suchs. en 1896. En 1906, los Steinvorth encargaron al arquitecto italiano Francesco Tenca la construcción de un edificio propio, que fue concluido en 1907. Ubicado en la arteria más importante del San José de finales del siglo XIX y principios del XX, el Almacén Steinvorth llegó a convertirse en uno de los edificios más notables de la ciudad por su particular arquitectura. Durante esta época, al carecer Costa Rica de producción local, la mayoría de los productos eran importados de Europa por barco, a través de los puertos de Puntarenas y Limón: clavos, vinos, cervezas, perfumes, ropa, zapatos, sombreros, vajillas, mantelería, alfombras, telas, adornos, joyería de fantasía, muebles, cemento, pianos, etc.
Originalmente, el monumental edificio se erguía en forma de escuadra en una esquina de la ciudad. Al estallar la Segunda Guerra Mundial, su dueño de ese entonces, Ricardo Steinvorth Ey, fue enviado a un campo de concentración en Texas, Estados Unidos, a consecuencia de las medidas impuestas por las autoridades costarricense contra los ciudadanos alemanes debido al conflicto bélico, lo que incluyó la incautación de sus bienes. Steinvorth volvió al país en 1956 y recuperó el edificio, pero el negocio había decaído y tuvo que vender la parte sur del inmueble, que luego fue demolida.
Sometido a remodelaciones y demoliciones, actualmente solo subsiste el 20% de la construcción original. En 2011, y gracias a que resultó ganador del certamen Salvemos nuestro patrimonio histórico arquitectónico, esta parte de la estructura fue restaurada por el Centro de Patrimonio del Ministerio de Cultura de Costa Rica y la familia Steinvorth, por un costo de 100 millones de colones, en un trabajo a cargo del arquitecto costarricense Julián Mora. Entre otros cambios, se le dio un reforzamiento estructural debido a que, por su antigüedad mayor a cien años, el edificio no cumplía con los requerimientos del Código Sísmico de Costa Rica. Además, se rescató un lucernario (tragaluz), un elemento arquitectónico original de gran belleza.

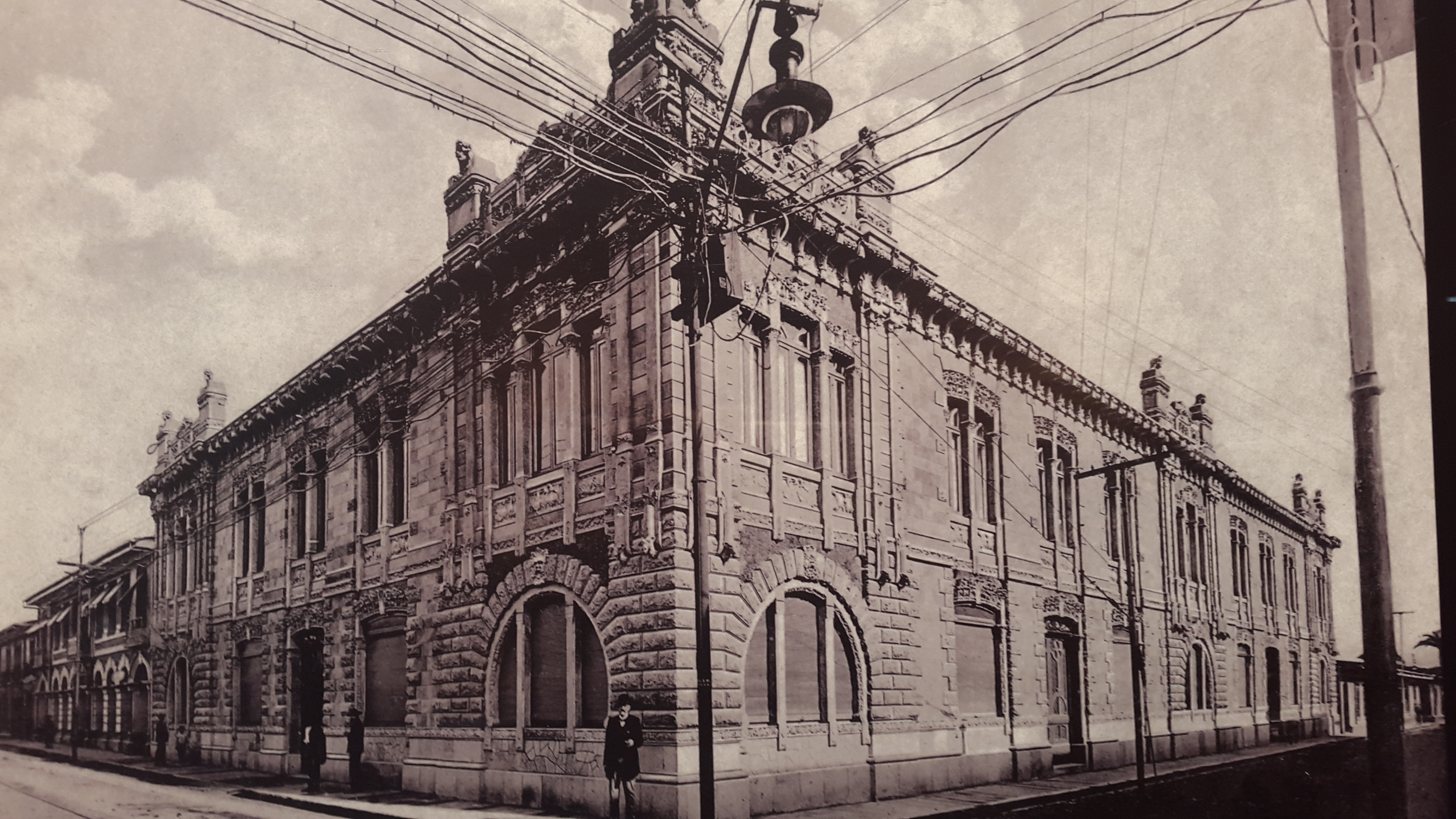
Edificio en su estado original, año 1908.

En la actualidad, trece locales comerciales tienen su asiento en el antiguo edificio.

## Arquitectura
El edificio Steinvorth, como obra del arquitecto milanés Francesco Tenca, evidencia el compromiso del italiano con la corriente estética francesa del art nouveau, predominante a finales del siglo XIX y principios del XX. Este estilo es evidente en la decoración externa del inmueble, donde pueden encontrarse figuras de inspiración animal y vegetal esculpidas en bajorrelieve. Estas decoraciones se caracterizan por la presencia de animales como camellos, chompipes, gatos, mariposas, conejos, abundante fauna rodeada de plantas y flores, además de mascarones, todas características del stile floreale, como se conoció en Italia al art nouveau.
En el exterior, el edificio es fiel representante de la arquitectura modernista. Se ha mencionado la influencia del arquitecto estadounidense Henry Hobson Richardson en su diseño. Está construido en mampostería de ladrillo rojo y zócalos de piedra, reminiscencias medievales románicas, con espaciosas ventanas comerciales rematadas por arcos de medio punto o arcos rebajados, observables principalmente en el primer piso. En el segundo piso se observan ventanas de arcos rebajados con vanos escalonados, característicos del modernismo arquitectónico, profusamente decoradas en el dintel. Antes del terremoto de 1910, el edificio contaba con una cornisa rematada con ménsulas talladas en piedra, además de unos parapetos decorativos que desaparecieron luego del sismo.
En el interior, existe un lucernario prefabricado en piezas metálicas y con ventanería de cristal, con diseño y decoración florales. Una escalera de dos brazos y un rellano une los dos niveles del edificio.